# Victoria cruziana
Victoria cruziana, auch Santa-Cruz-Riesenseerose genannt, ist eine Pflanzenart innerhalb der Familie der Seerosengewächse (Nymphaeaceae). Sie ist in Südamerika vor allem in Argentinien (Chaco, Corrientes, Entre Rios, Formosa, Santa Fe) und Paraguay beheimatet. Weltweit ist sie eine der größten Wasserpflanzen im Süßwasser in stillen Buchten der großen und langsam fließenden Flüsse.
In botanischen Gärten ist sie eine beliebte tropische Teichpflanze. Sie wächst auch noch in kühleren Gewässern als ihre nahe Verwandte, die bekanntere Amazonas-Riesenseerose (Victoria amazonica).

## Beschreibung und Ökologie

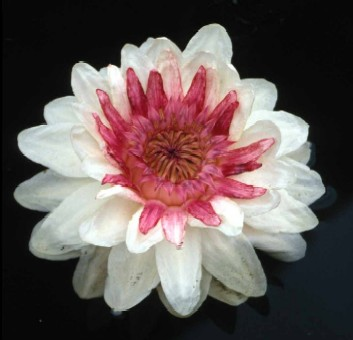
Blüte im Wechsel der Farbe

Victoria cruziana ist eine krautige Pflanze. Ihre extrem großen Laubblätter erreichen Durchmesser von 120 cm bis zu 170 cm.
Ihre 25 cm große Blüte blüht für 2 Tage nach ihrem Auftauchen zunächst rein weiß welches in ein sattes rosa am zweiten und letzten Tag der Blüte wechselt. Victoria cruziana ist eine thermogenetische oder wärmebildende Pflanze. Die Narben der Blüte befinden sich in einem Kelch, der durch Stacheln geschützt wird. Der Blütenkelch beginnt sich als Knospe zu erwärmen, und wenn sich die Blüte öffnet, entlässt sie einen starken süßlichen Duft um bestäubende Käfer anzulocken und fährt auch mit der Wärmeproduktion während der Bestäubungsphase fort.
Die Chromosomenzahl beträgt 2n = 24.

## Taxonomie und botanische Geschichte
Die Erstbeschreibung von Victoria cruziana erfolgte 1840 durch Alcide d’Orbigny in Annales des Sciences Naturelles; Botanique, Sér. 2, 13, S. 57. Synonyme für Victoria cruziana A.D.Orb. sind: Victoria argentina Burmeist. nom. nud., Victoria cruziana var. malmei F.Henkel et al., Victoria cruziana f. matogrossensis Malme, Victoria cruziana f. trickeri F.Henkel ex Malme, Victoria cruziana var. trickeri F.Henkel et al., Victoria regia var. cruziana (A.D.Orb.) C.Lawson, Victoria trickeri (F.Henkel ex Malme) hort. ex Mutzek.
Victoria cruziana wurde in Bolivien auf einer von mehreren Expeditionen durch das Land von Alcide d’Orbigny entdeckt, finanziell unterstützt wurde er dabei durch Andrés de Santa Cruz. Die ersten gesammelten Proben wurden nach Frankreich verschifft, wo sie durch Alcide d’Orbignys Bruder Charles Henry Dessalines d’Orbigny Santa Cruz Victoria cruziana ihm zu Ehren benannt wurde.

## Galerie

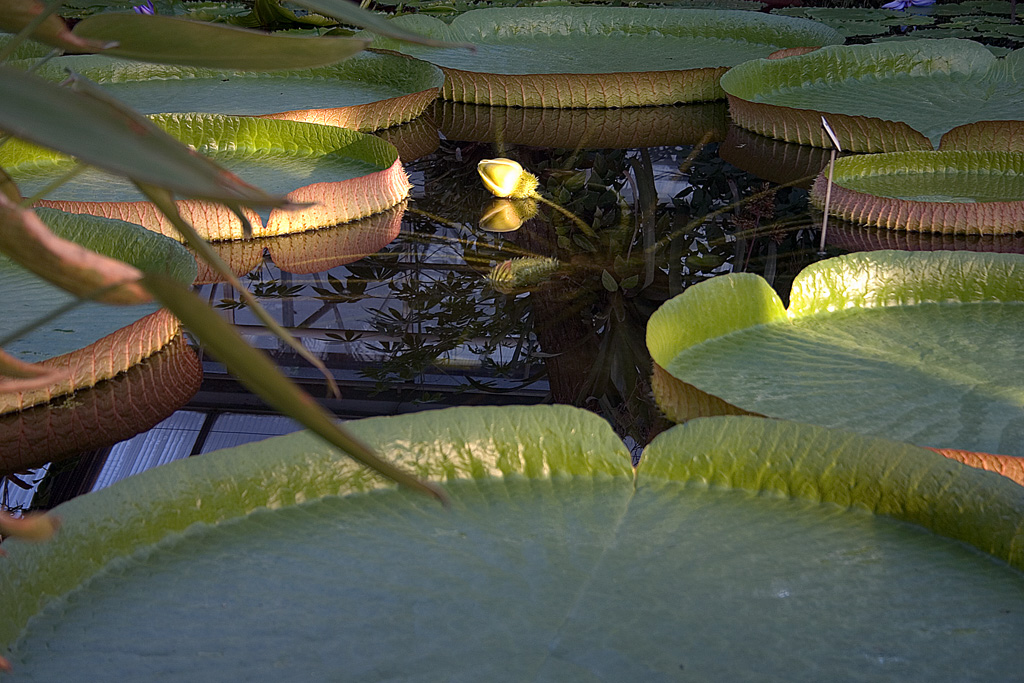
Schwimmende Blätter der Santa-Cruz-Riesenseerose
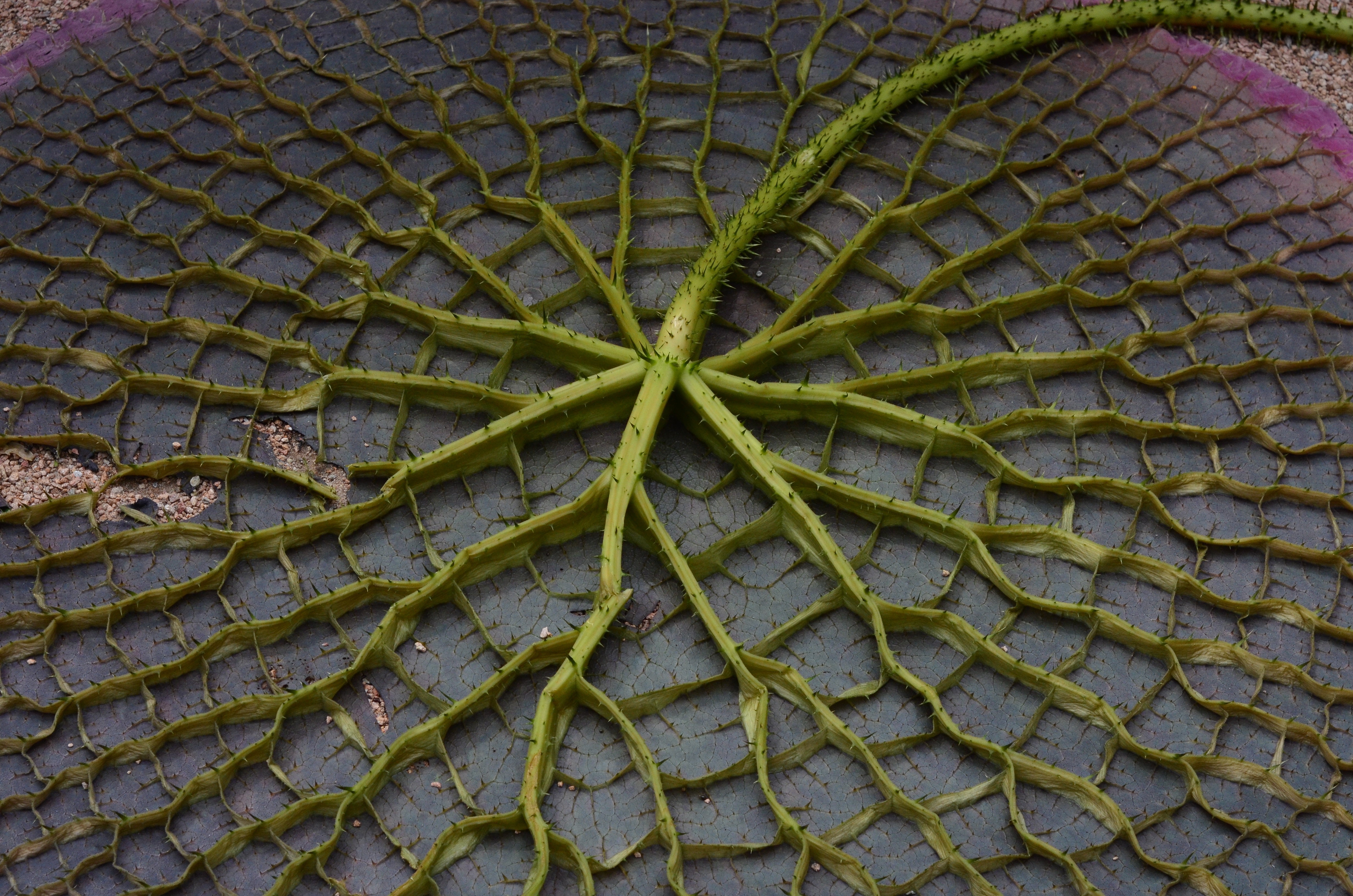
Blattunterseite mit Stützrippen
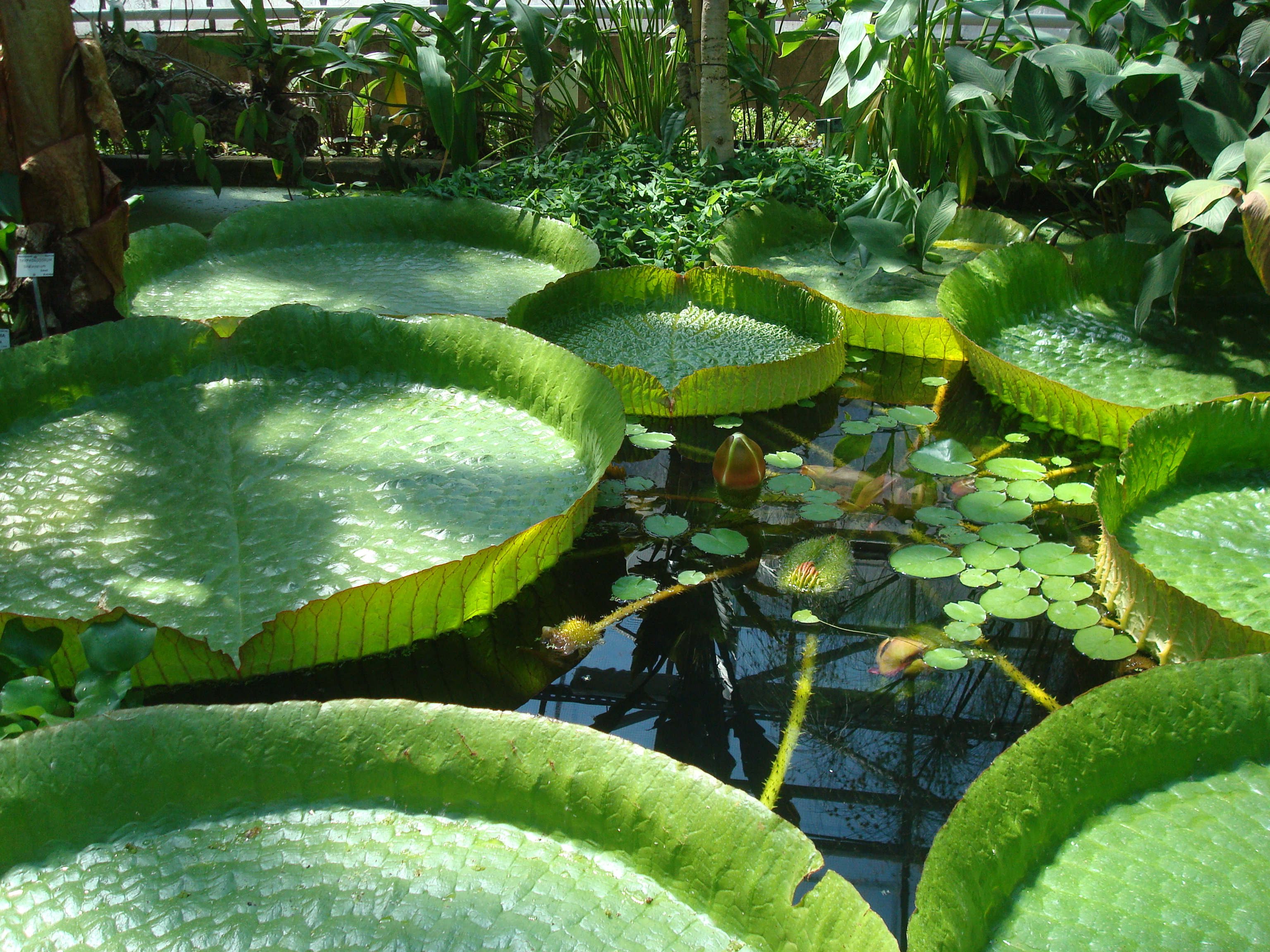
Victoria cruziana im Botanischen Garten von Nancy
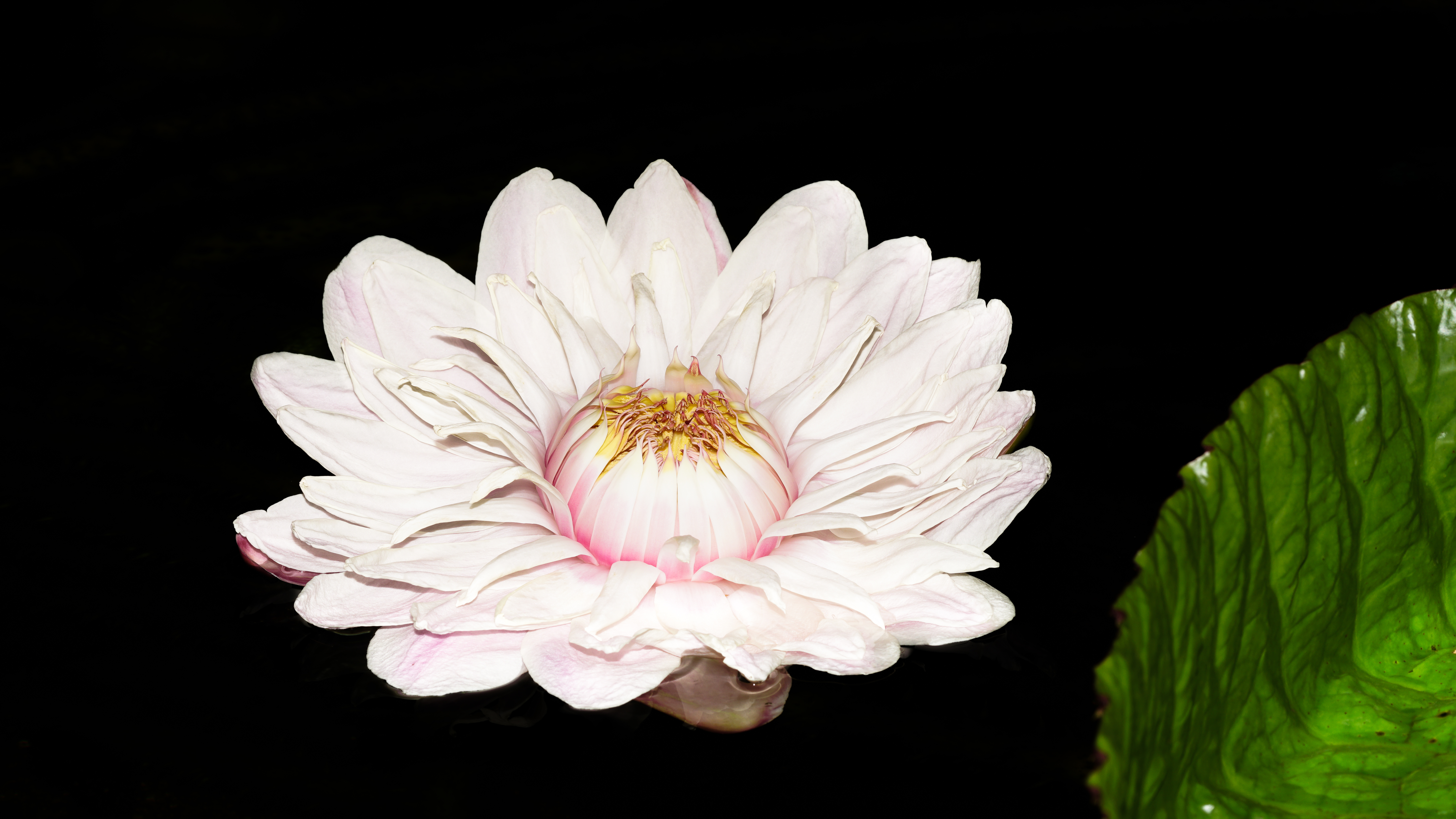
Blüte der Victoria Seerose im Tropenhaus des Botanischen Gartens Braunschweig, August 2023